# Alexandru Chiculiță
Alexandru Chiculiță (ur. 3 lutego 1961 w Bukareszcie) – rumuński szablista, brązowy medalista olimpijski.
Na igrzyskach olimpijskich w Los Angeles w 1984 reprezentacja Rumunii w składzie: Marin Mustață, Ioan Pop, Alexandru Chiculiță, Cornel Marin i Vilmoș Szabo zdobyła brązowy medal w zawodach drużynowych. Indywidualnie nie startował. Brał również udział w igrzyskach olimpijskich w Barcelonie w 1992, zajmując 4. miejsce w zawodach drużynowych i 30. w indywidualnych.
Nie zdobył medalu mistrzostw świata.
Po zakończeniu kariery został trenerem. Od 2002 roku trenował reprezentacje Rumunii kobiet i mężczyzn w szabli